# Strada di Parigi
Strada di Parigi è un dipinto (63,5x80 cm) realizzato nel 1914 dal pittore Maurice Utrillo.
È conservato nel Art Institute di Chicago.